# Kiss Me Once
Kiss Me Once је дванаести студијски албум аустралијске певачице Кајли Миног. Издата је 14. марта 2014. под издавачком кућом Parlophone, њен први музички напор од њеног од издавања албума Aphrodite из 2010. године. Након прославе 25. годишњице каријере, Миног је потписала уговор са америчком агенцијом Roc Nation, којом управља амерички репер и предузетник Џеј Зи. У намери да створе другачије музичко искуство, Миног и њена агенција су ангажовале разне продуценте и сараднике, укључујући музичаре Сију, Фарела Вилијамса и Тома Аспаула.

## Списак песама
| №   | Назив                     | Аутор(и)                                                                             | Продуцент(и)        | Трајање |  |
| 1.  |                           | Кели Шихан, Мајк Дел Рио, Џејкоб Кашер Хиндлин                                       | Дел Рио, Шихан      | 4.08    |  |
| 2.  |                           | Челси Грајмс, Данијел Дејвидсен, Питер Валевик, Мич Хансен                           | Валевик, Дејвидсен, | 3.28    |  |
| 3.  |                           | Фарел Вилијамс                                                                       | Вилијамс, Шихан     | 3.32    |  |
| 4.  |                           | Вејн Хектор, Одум Роу, Валевик, Дејвидсен, Хансен                                    | Валевик, Дејвидсен, | 3.31    |  |
| 5.  |                           | Сија Ферлер, Маркус Ломакс, Џордан Џонсон, Стефан Џонсон, Кларенс Кафи, Нела Тахрини | , Шихан             | 2.47    |  |
| 6.  |                           | Том Аспаул                                                                           | MNEK, Вејн Вилкинс      | 3.37    |  |
| 7.  |                           | Аријел Рехтшајд, Џастин Рајзен, Дан Нигро                                            | Рехтшајд            | 3.21    |  |
| 8.  |                           | Аманда Ворнер, Питер Вејд Кеуш, Џошуа Вокер, Вилијам Рапапорт, Хенри Ланц            | Вокер,              | 3.47    |  |
| 9.  |                           | Ен Џудит Вик, Рони Свендсен, Нермин Харамбашић, Ферлер                               | Џеси Шаткин         | 3.17    |  |
| 10. | (са Енрикеом Иглесијасом) | Иглесијас, Марк Тејлор, Алекс Смит, Семјуел Престон                                  | Тејлор, Смит        | 3.24    |  |
| 11. |                           | Карен Пул, Крис Локо, Кајли Миног                                                    | Локо                | 3.36    |  |